# Nova Brasilândia
Nova Brasilândia là một đô thị thuộc bang Mato Grosso, Brasil. Đô thị này có diện tích 3266,215 km², dân số năm 2007 là 4877 người, mật độ 1,49 người/km².